# Charles Bessières
Pour les articles homonymes, voir Bessières.
Charles Bessières, né le 30 mars 1826 à Lausanne et mort le 27 juin 1901 dans la même ville, est un bijoutier, agent d'affaires, banquier, conseiller communal et philanthrope suisse. Il a donné son nom au pont Bessières, dont il a financé la construction.

## Biographie
Le père de Charles Bessières, Henri-Étienne Bessières (1788-1869), est issu d'une famille française originaire de Champagne établie en Suisse au XVIIe siècle. Il possède à Lausanne, à la rue de Bourg, un magasin de bijouterie et d'orfèvrerie fondé par son père, Jacques-Davis-Louis Bessières. Henri-Étienne épouse à Prilly le 9 mars 1825 Jeanne-Madeleine Cottier. Le couple aura cinq enfants.
Charles fait ses premières classes à l'Institut du Clos-de-Bulle, puis fréquente l'École moyenne. Par la suite, il est envoyé en Suisse alémanique. Il en revient pour travailler quelques années dans le commerce de son père avant d'entrer chez le banquier Bugnion. Lors de son service militaire, il participe comme fourrier de grenadier à la campagne du Sonderbund. Dans le bataillon Bolens, il participe à l'attaque de la redoute de Bretigny. En 1859, lors de la réunion de la Corporation française de la ville, il devient bourgeois de Lausanne.
En 1863, il ouvre un bureau de change puis s'établit comme banquier. Il siège au Conseil communal de 1862 à 1866.
Capitaine lors de la Guerre franco-allemande de 1870, il commande l'une de compagnie du bataillon Roguin dans le Jura.
Malade, il remet sa banque en 1889. Il décède le 27 juin 1901 dans la maison familiale de la rue Étraz. Sa pierre tombale se situe dans le cimetière de Montoie.

## Testament
Son testament, avec codicille du 30 mars 1901, montre que Charles Bessières s'inquiétait pour sa commune et ses habitants. Il lègue la plus grande partie de sa fortune à la ville de Lausanne et à des institutions de bienfaisance ; 454 000 francs suisses sont destinés à des œuvres diverses : la Bourse des pauvres bourgeois, la Bourse des pauvres habitants, l'Asile des aveugles, l'Hospice de Saint-Loup, l'Orphelinat, la Société libre des incurables, l'Asile pour domestiques, l'Ouvroir, le Dispensaire, l'Hospice orthopédique, l'Asile Boissonnet, la Colonie de Serix, la Crèche, les colonies de vacances et la Fondation du Centenaire (créée en prévision des fêtes de 1903, célébrant le centenaire de l'entrée du canton de Vaud dans la Confédération suisse). Il verse également de l'argent à l'École Vinet, au Fonds universitaire et aux comités chargés de remplacer les orgues de la cathédrale et du temple de St-François. Il donne 100 000 francs à la commune pour la restauration de la façade méridionale de ce même temple et 10 000 francs à la Société de développement de Lausanne.

### Le pont Bessières

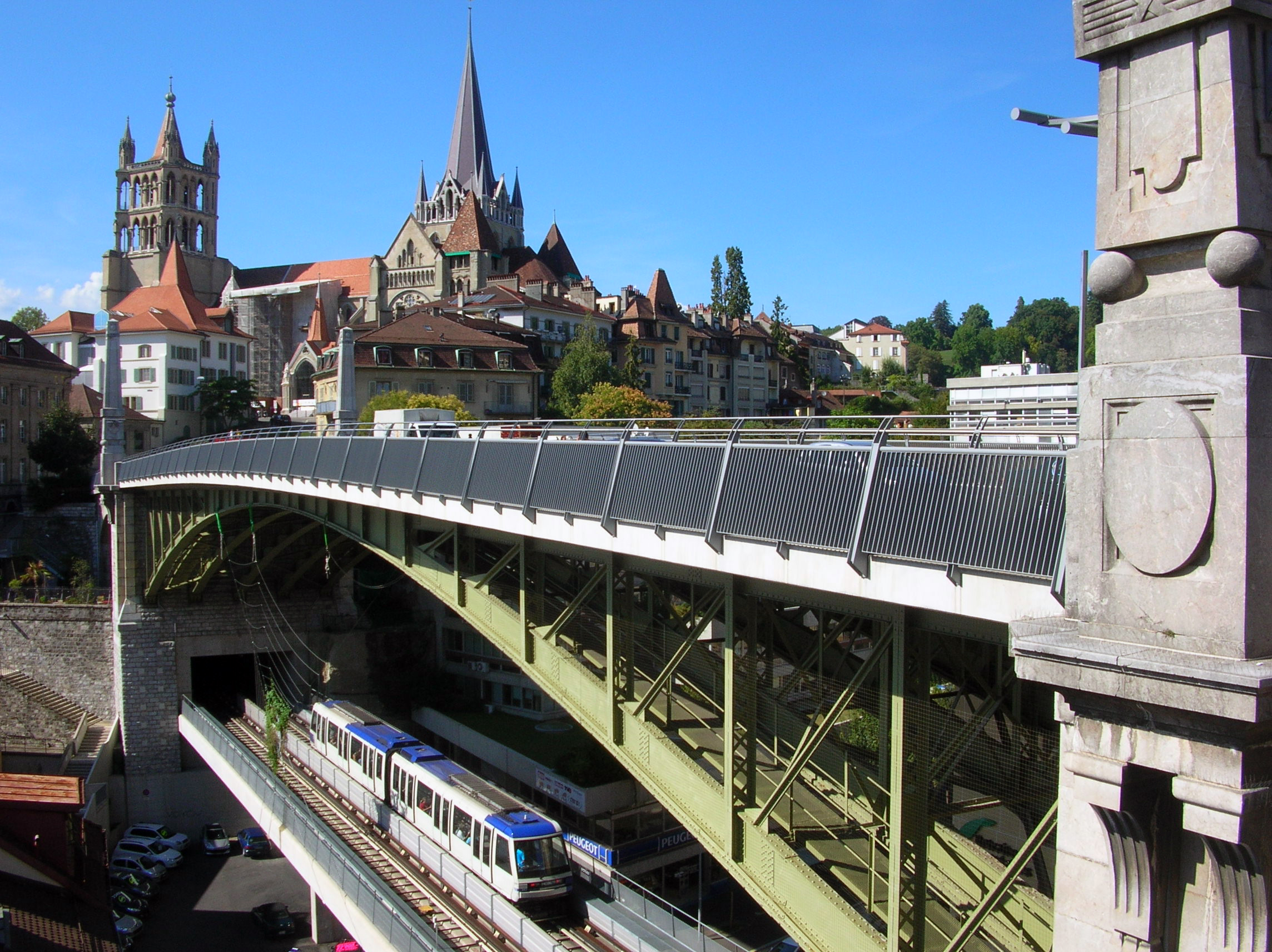
Le Pont Bessières, avec le Pont St-Martin qui en traverse les piles. À l'arrière plan se trouve la cathédrale de Lausanne.

À cette époque, Lausanne projette de faire construire plusieurs ponts qui permettraient de franchir les vallées de la ville. Bessières offre 500 000 francs pour la construction d'un pont entre la Cité-Dessous et le quartier de la Caroline. Il exige que ce pont soit construit avant celui qu'on envisage de jeter entre la Cité et l'École de médecine, à l'Ancienne-Douane. Le Conseil communal, dans sa séance du 2 juillet 1901, décide d'accepter le legs et d'ériger sur la tombe de Bessières un monument orné d'un médaillon de bronze à son effigie, réalisé par le sculpteur Lugeon. Le Conseil communal décide également de donner au pont le nom de Charles-Bessières. La réalisation du pont Cité-École de médecine est ajournée. Il ne se fera jamais. Le monument est inauguré le 15 novembre 1902. Le pont Bessières est construit entre 1908 et 1910. La somme initiale est augmentée de 50 000 francs, donnés par Victor Bessières, frère de Charles. L'ouvrage est inauguré le 24 octobre 1910 en présence de Victor et de sa sœur Charlotte Bessières.

## Sources
- Louis Polla, Rues de Lausanne, Lausanne, éditions 24 heures, 1981, 158-160 p. (ISBN 2826500503)
- Louis Polla, « Bessière, Charles » dans le Dictionnaire historique de la Suisse en ligne, version du 3 novembre 1999.